# Parlamentswahl in Bulgarien 1991
- BSP: 106
- DPS: 24
- SDS: 110

Die Parlamentswahl in Bulgarien 1991 fand am 13. Oktober 1991 statt und bestimmte die 240 Abgeordneten des Narodno Sabranie. Es war die erste Wahl nach Annahme der neuen Verfassung und dem damit verbundenen neuen Wahlgesetz. Die konservative Union der Demokratischen Kräfte (SDS) und die Bulgarische Sozialistische Partei lieferten sich ein Kopf-an-Kopf-Rennen, verfehlten aber beide eine Mehrheit im Parlament, da auch die Bewegung für Rechte und Freiheiten mit 24 Sitzen einzog, während alle anderen Parteien und Gruppierungen an der Sperrklausel von 4 Prozent scheiterten.
Nach der Wahl bildeten SDS und DPS eine gemeinsame Regierung unter Ministerpräsident Filip Dimitrow. Nach einem verlorenen Misstrauensvotum folgte Ende Dezember 1992 schließlich Ljuben Berow als Ministerpräsident.

## Ergebnis
| Listen                            | Listen                                                                       | Stimmen   | %    | Mandate |
| --------------------------------- | ---------------------------------------------------------------------------- | --------- | ---- | ------- |
|                                   | Union der Demokratischen Kräfte (SDS) Sajus na Demokratitschnite Sili        | 1.903.567 | 34,4 | 110     |
|                                   | Bulgarische Sozialistische Partei (BSP) Balgarska sozialistitscheska partija | 1.836.050 | 33,1 | 106     |
|                                   | Bewegung für Rechte und Freiheiten (DPS) Dwischenie sa Prawa i Swobodi       | 418.168   | 7,5  | 24      |
|                                   | Balgarski Semedelski Naroden Sajus – Edinen (BSNS)                           | 214.052   | 3,9  | –       |
|                                   | Balgarski Semedelski Naroden Sajus – Nikola Petkow (BSNS)                    | 190.454   | 3,4  | –       |
|                                   | Sajus na Demokratitschnite Sili – Zentr                                      | 177.295   | 3,2  | –       |
|                                   | Sajus na Demokratitschnite Sili – Liberali                                   | 155.902   | 2,8  | –       |
|                                   | Sonstige (keine über 4 %)                                                    | 645.349   | 11,6 | –       |
| Gesamt                            | Gesamt                                                                       | 5.540.837 | 100  | 240     |
|                                   |                                                                              |           |      |         |
| Ungültige Stimmen                 | Ungültige Stimmen                                                            | 154.005   | 2,7  |         |
| Wähler                            | Wähler                                                                       | 5.694.842 | 83,9 |         |
| Wahlberechtigte                   | Wahlberechtigte                                                              | 6.790.006 |      |         |
|                                   |                                                                              |           |      |         |
| Quelle: Inter-Parliamentary Union |                                                                              |           |      |         |